# 长匍通泉草
长匍通泉草（学名：Mazus procumbens）为玄参科通泉草属下的一个种。种名procumbens意为平卧的。